# Brighten
Brighten je treći studijski album Jerryja Cantrella, pjevača i gitarista američkog sastava Alice in Chains. Izdan je 29. listopada 2021. i prvi je njegov album objavljen bez posredovanja veće izdavačke kuće. „Atone”, prvi singl s albuma, objavljen je 29. srpnja, drugi singl „Brighten” 10. rujna, a treći singl „Siren Song” 21. listopada 2021. Brighten je prvi Cantrellov samostalni album objavljen nakon uratka Degradation Trip Volumes 1 & 2 iz 2002.; na njemu pjeva, svira gitaru, bas-gitaru i klavijature. On, Tyler Bates i Paul Fig producenti su albuma. Na njemu gostuju i Duff McKagan, Gil Sharone, Greg Puciato, Abe Laboriel Jr., Tyler Bates, Vincent Jones, Jordan Lewis i Michael Rozon. Posljednja je pjesma obrada pjesme „Goodbye” Eltona Johna, koju je odobrio sam John. Cantrell je album nazvao „putovanjem iz tame na svjetlo”.

## Pozadina i snimanje
Tijekom svečanosti MusiCares Person of the Year održane 24. siječnja 2020. Cantrell je u intervjuu s People TV-jem izjavio da radi na novom samostalnom albumu. Snimanje je počelo 10. ožujka 2020. u Dave's Room Recording Studiju u losanđeleskoj četvrti North Hollywood. Dana 4. ožujka 2021. Cantrell je na službenom profilu na Instagramu objavio vijest da je album dovršen; uz priloženu je fotografiju napisao: „Večeras smo dovršili moj album, godinu dana nakon početka snimanja. Kakva li luda putovanja... Uvijek je tako. Jedva vam čekam njime uskoro ispuniti uši.”
Producent Tyler Bates prethodno je surađivao s Cantrellom na pjesmi „A Job to Do”, koja je uvrštena u glazbu za film John Wick 2 iz 2017., i na pjesmi „Setting Sun”, napisanu za crtani roman Dark Nights: Metal DC Comicsa. Bates je također pomogao uspostaviti skupinu za Cantrellove samostalne koncerte koji su se održali 6. i 7. prosinca 2019. u losanđeleskom Pico Union Projectu. Neki od glazbenika koji su svirali na tim koncertima pojavili su se i na Brightenu; među njima su Greg Puciato, Gil Sharone, Jordan Lewis i Michael Rozon. Bubnjar Gil Sharone prethodno je surađivao s Cantrellom na pjesmama „A Job to Do” i „Setting Sun”. Sharone je predložio da se Greg Puciato, njegov bivši kolega iz skupine The Dillinger Escape Plan, pridruži Cantrellovim koncertima održanim u prosincu 2019. kao prateći vokalist, nakon čega ga je Cantrell pozvao da se priključi radu na albumu.
Brighten je isprva trebao biti objavljen u rujnu 2020., no objava je naknadno odgođena zbog pandemije COVID-19. Cantrell je o razdoblju snimanja izjavio: „Radili smo u malim grupama, trudili smo se biti oprezni, nosili smo maske i održavali higijenu. Srećom, sve smo obavili i nitko se nije razbolio, a taj mi je proces omogućio da se usredotočim na nešto u iznimno neizvjesno vrijeme. Na kraju smo snimili zaista odličan album.”
Iako je Gil Sharone svirao bubnjeve na polovini albuma, Joe Barresi, zaslužan za miksanje albuma, Cantrellu je predložio Abea Laboriela Jr., bubnjara Paula McCartneyja, kako bi preostalim pjesmama pridonio drukčijim pristupom. Cantrell je izjavio: „Nije stvar u tome da Gil nije odlično svirao, ali, kako mi je sam [Barresi] rekao: 'Ovo mi zvuči kao album iz sedamdesetih, pa bi ti koristilo imati što više glazbenika s različitim pristupima na različitim pjesmama, tako to ide.' Mislim da je album doista i postao bolji zbog toga.” Zbog mjera uvedenih radi suzbijanja pandemije i lockdowna Laboriel Jr. nije mogao otputovati u Los Angeles kako bi snimio svoje dionice, pa ih je snimio u New Yorku.
Cantrell je u početku zatražio Benmonta Tencha, klavijaturista sastava Tom Petty and the Heartbreakers, da svira klavijature na pjesmi „Siren Song”. Premda je bio zainteresiran za ponudu, iz nepoznatih je razloga morao odustati od nje, pa ga je u toj ulozi zamijenio Vincent Jones.
Dana 29. lipnja 2021., nakon što je na internet procurilo nekoliko fotografija niske kvalitete nastalih za vrijeme snimanje glazbenog spota pjesme „Atone”, objavljeno je da je Duff McKagan, basist Guns N' Rosesa, sudjelovao na Cantrellovu albumu. Cantrell je idućeg dana potvrdio suradnju s McKaganom objavivši kvalitetnije fotografije iza kulisa tijekom rada na spotu; na tim su fotografijama također prikazani Gil Sharone i Greg Puciato.

## Glazba i tekstovi
Album sadrži osam autorskih pjesama i završava obradom pjesme „Goodbye” Eltona Johna; riječ je o pjesmi kojom završava Johnov album Madman Across the Water iz 1971., što je jedan od Cantrellovih najdražih Johnovih albuma. Cantrell je izveo tu pjesmu 6. i 7. prosinca 2019. na kraju dvaju samostalnih koncerata u losanđeleskom Pico Union Projectu. Johnu je poslao demosnimku pjesme i pitao ga smije li je uvrstiti na album. Izjavio je: „Eltonu sam poslao demo; samo sam želio provjeriti odgovara li mu to i ispitati jesam li mu slučajno iskasapio pjesmu, no on mi je rekao: 'Ne, stari, prekrasna je, obavio si odličan posao, svakako je iskoristi.' Obradovao me njegov odgovor da mu godi to kako sam obradio njegovu pjesmu. Iz poštovanja prema Eltonu ne bih je uvrstio na uradak da mi nije rekao da je u redu. Svirao je klavir na pjesmi 'Black Gives Way to Blue', koju sam napisao za Laynea, pa sam mu se javio, poslušao ju je i rekao mi je: 'Svakako je iskoristi.' Upravo mi je on dao dopuštenje. Rekao bih da sam zaključio album na najbolji mogući način!”
Cantrell je izjavio da mu je naslovna pjesma najdraža skladba na albumu.

## Promidžba i turneja
Dana 28. srpnja 2021. Cantrell je na društvenim mrežama objavio kraći videozapis u kojem je potvrdio da će sutradan s glazbenim spotom biti objavljena nova pjesma „Atone”. Pjesma i spot premijerno su prikazani na internetskim stranicama Rolling Stonea.
Cantrell je 23. kolovoza 2021. najavio turneju po Sjevernoj Americi; turneja je počela 24. ožujka 2022. i trajala je do 8. svibnja te godine.
Dana 10. rujna 2021. drugi singl „Brighten” objavljen je na platformama za streaming i u formatu za digitalno preuzimanje. Glazbeni spot za tu pjesmu premijerno je prikazan na internetskim stranicama Consequence of Sounda.
Treći singl „Siren Song” objavljen je 21. listopada 2021. na platformama za streaming i u formatu za digitalno preuzimanje. Animirani glazbeni spot za tu pjesmu objavljen je 16. ožujka 2022.

## Objava
Brighten je 29. listopada 2021. objavljen na platformama za streaming i u formatu za digitalno preuzimanje. Inačice na CD-u i gramofonskoj ploči mogle su se prednaručiti s Cantrellovih službenih internetskih stranica, no tjedan dana prije nego što su ti fizički primjerci albuma trebali biti objavljeni, datum objave pomaknut je s 29. listopada na 19. studenoga 2021., a zatim je pomaknut još jednom na 5. studenoga 2021.

## Recenzije
| Zbirne ocjene | Zbirne ocjene |
| Izvor         | Ocjena        |
| ------------- | ------------- |
| Metacritic    | 85/100        |
| Recenzije     |               |
| Izvor         | Ocjena        |
| AllMusic      | [ 35 ]        |
| Classic Rock  | [ 36 ]        |
| Kerrang!      | 4/5           |
| Sputnikmusic  | 3,5/5         |
| Wall of Sound | 10/10         |

Na Metacriticu, sajtu koji prikuplja ocjene recenzenata raznih publikacija i na temelju njih uratku daje prosječnu ocjenu od 0 do 100, uradak je dobio 85 od 100 bodova na temelju pet recenzija, što označava „opće priznanje”.
Sam Law iz časopisa Kerrang! dao mu je četiri boda od njih pet opisavši ga kao „živopisan i suvremen autoportret jednog od najupečatljivijih glasova hard rocka”. Jednaku je ocjenu albumu dao i Neil Jeffries iz Classic Rocka, koji je zaključio: „[T]reći samostalni album Jerryja Cantrella, gitarista Alice in Chainsa, njegov je najbolji dosad. To je djelo kantautora koji je zadovoljan svojim životom. Glazbu na Brightenu prožimaju primjeri tipični za AIC, Cantrellovi upečatljivi vokali, ali i širok luk stilova... Zato je još dojmljivije to što se čini da se osjeća ugodno u svima njima.” Dodao je: „Obožavatelji Alice in Chainsa svakako će zavoljeti taj uradak, ali bi trebali više očekivati odjeke Jar of Fliesa nego Dirta...”
Duane James iz Wall of Sounda uratku je dao deset od deset bodova; komentirao je: „Brighten je izvanredno oblikovan album, a izradio ga je jedan od najkvalitetnijih kantautora i glazbenika bilo kojeg žanra u posljednjih tridesetak godina. Taj je pravi idol k sebi pozvao najprofinjenije talentirane izvođače i zajedno su stvorili nešto veličanstveno.”

## Popis pjesama
Sve je pjesme, osim „Goodbye”, koju su napisali Elton John i Bernie Taupin, napisao Jerry Cantrell.
| 1.    | »Atone«                                | 4:13 |
| 2.    | »Brighten«                             | 4:45 |
| 3.    | »Prism of Doubt«                       | 3:52 |
| 4.    | »Black Hearts and Evil Done«           | 6:02 |
| 5.    | »Siren Song«                           | 5:00 |
| 6.    | »Had to Know«                          | 5:02 |
| 7.    | »Nobody Breaks You«                    | 5:03 |
| 8.    | »Dismembered«                          | 4:52 |
| 9.    | »Goodbye« (obrada pjesme Eltona Johna) | 1:54 |
| 40:43 |                                        |      |

## Zasluge
| Glazbenici - Jerry Cantrell – vokal, gitara; bas-gitara (na 1., 5., 7. i 8. pjesmi); klavijatura (na pjesmi „Black Hearts and Evil Done”); produkcija - Greg Puciato – prateći vokal (na svim pjesmama osim na pjesmi „Goodbye”) - Duff McKagan – bas-gitara (na svim pjesmama osim na 5., 8. i 9. pjesmi) - Gil Sharone – bubnjevi, udaraljke (na 1., 4., 5. i 7. pjesmi) - Tyler Bates – udaraljke (na pjesmi „Atone”); aranžman gudaćih glazbala (na pjesmi „Black Hearts and Evil Done”); produkcija - Jordan Lewis – glasovir (na 1., 5. i 7. pjesmi) - Abe Laboriel Jr. – bubnjevi (na 2., 3., 6. i 8. pjesmi); udaraljke (na 2., 3. i 8. pjesmi) - Vincent Jones – glasovir (na 2., 7. i 9. pjesmi); električni klavir (na 2. i 7. pjesmi); bubnjevi (na pjesmi „Black Hearts and Evil Done”); udaraljke (na 4. i 6. pjesmi); klavijatura (na 4., 6. i 8. pjesmi); orgulje (na 7. i 9. pjesmi); puhaća glazbala (na pjesmi „Goodbye”); aranžman gudaćih glazbala (na pjesmi „Goodbye”) - Michael Rozon – pedal steel-gitara (na 3., 4. i 5. pjesmi) - Lola Bates – prateći vokal (na pjesmi „Black Hearts and Evil Done”) - Matías Ambrogi-Torres – aranžman gudaćih glazbala (na pjesmi „Black Hearts and Evil Done”) - Joe Barresi – triangl (na pjesmi „Siren Song”); miksanje - Paul Fig – dodatna gitara (na pjesmi „Goodbye”); produkcija, tonska obrada | Ostalo osoblje - Ryan Clark – umjetnički direktor, dizajn, ilustracija - Steve Olmon – tonska obrada (pomoćnik) - Noah Hubbell – tonska obrada (pomoćnik) - Phil Levine – tonska obrada (pomoćnik) - Billy Joe Bowers – mastering - Scott Dachroeden – fotografija za portret |

## Ljestvice
| Ljestvica (2021. – 2022.)                    | Najviša pozicija |
| -------------------------------------------- | ---------------- |
| Australija                                   | 63.              |
| Ujedinjeno Kraljevstvo (Rock & Metal Albums) | 30.              |